# Bob Joe
Bob Joe (Caculé- Bahia 1945) é um cantor e compositor brasileiro. É considerado um dos pioneiros na introdução no país da música country.
Gravou o primeiro disco aos 17 anos de idade. No final dos anos 1980 ficou cinco anos sem gravar. Voltou aos discos em 1994, quando gravou um LP onde se destacou Cavalheiro do céu, versão da música Ghost riders in the sky, de Stan Jones, feita por Beto Carreiro e Antonio Borba.
Viajou por várias regiões do Brasil fazendo shows em feiras agropecuárias, rodeios, festas de prefeituras, circos e eventos em geral. Gravou cerca de 15 discos.

## Biografia
Começou a cantar ainda criança na cidade natal, enquanto acompanhava o pai no trato das boiadas; gravou seus dois primeiros discos, ainda em 78 rotações e ambos com o título de "Sertanejo", no ano de 1962, graças ao apoio recebido por Zé da Estrada, que o apresentou à sua gravadora e o trabalho alcançou grande sucesso para um iniciante.
Gravou discos em parceria com a música Linda Maria, no acordeon; junto a ela dirigiu artisticamente o primeiro programa de televisão dedicado ao rodeio no Brasil, da TV Cultura, chamado “Os Grandes Rodeios”, na década de 1970 - trabalho este que depois foi realizado na TV Bandeirantes com apresentação por Aldeni Faia.
Por mais de uma década atuou como artista exclusivo do cast de Beto Carreiro; em 2009 gravou novo CD, reunindo canções country.

## Discografia

### Compacto
- 1962 - SERTANEJO - CH-10.251 A - Vaquinha Salomé - S. Aurélio e C. Armando B - Ave-Maria do Vaqueiro - Bob Joe e Sebastião Coutinho
- 1962 - SERTANEJO - CH-10.293 A - Cavalgando Pelos Pampas - Bob Joe e Sebastião Coutinho B - Mexicana - Bob Joe e Sebastião Coutinho

### LPs e CDs
- BOB JOE E LINDA MARIA - 1966 - MEXICANO DISCOS - 01) Você Precisa de Carinho
- BOB JOE - 1969 - BEVERLY - AMC-5030 - 01) Cavaleiros do Céu - Stan Jones - Versão: Haroldo Barbosa 02) São Francisco - John Phillips - Versão: Gilberto Lima 03) Oração do Vaqueiro - Bob Joe 04) Mexicana - Sebastião Coutinho 05) Vale do Rio Vermelho - Adaptação: Bob Joe 06) Vaquinha Malhada - Bob Joe e Sebastião Aurélio 07) Se Tu Não Fosses Tão Linda - Versão: Bob Joe 08) Vaquinha Salomé - Sebastião Aurélio e Carlos Armando 09) Baile na Fazenda - Bob Joe e Linda Maria 10) Oh Suzana - Stephen Foster- Versão: Bob Nelson 11) A Grande Tourada - Bob Joe e Mauro André 12) Cowboy do Amor - Wilson Baptista e Roberto Martins
- CHARRETEIRO DO AMOR - 1971 - PREMIER - PRLP-1136 - 01) O Charreteiro - Bob Joe 02) Zorro - Bob Joe 03) Don Pedrito - Bob Joe 04) Bat Masterson - Bob Joe 05) Rodeio - Bob Joe 06) O Vaqueiro - Bob Joe 07) Um Beijinho Só - Bob Joe 08) Siga Teu Caminho - Bob Joe 09) Adeus Meu Grande Amor - Bob Joe 10) Não Vem que Não Tem - Bob Joe 11) Você Precisa de Carinho - Bob Joe 12) Morrendo de Saudade - Bob Joe
- MOCINHO VALENTE - 1972 - TROPICANA - 01) Vaqueiro D'Este - F. Foster e Bob Nelson 02) Flor do Sertão - Bob Joe 03) Eu Tiro Leite - Bob Nelson e Sebastião Lima 04) Vaqueiro Alegre - Victor Simon, Bob Nelson e Ben Center 05) Marileusa - Aldo Reis e Alexandre Sirio 06) Justiceiro do Sertão - Reinaldo Santos e Vicente Lia 07) Falsa Americana - Bob Joe 08) Mocinho Valente - Bob Joe e Compadre Delmo 09) Princesa do Oeste - R. Stanganelli, F. Barreto e Bob Joe 10) Rio das Flores - R. Stanganelli, F. Barreto e Bob Joe 11) Vingança de Ringo - Bob Joe e Linda Maria 12) No Fim Deste Caminho - Carlos Armando Paschoalim e Conde
- BOB JOE E LINDA MARIA - REI DO COWBOY - 1972 - SINTER/PHILIPS - LP= 1311 - 01) Lágrimas de um Adeus - Bob Joe e Sebastião Aurélio 02) Galopa Cavalinho - Bob Joe e Linda Maria 03) Morena Casa Comigo - Antoninho Lopes 04) Mariquita Vai Casar - Carlos Armando Paschoalim 05) Encontro de Namorados - Bob Joe 06) Rei do Campo - Bob Joe e Linda Maria 07) Vaqueiro Veterano - Martins Neto 08) Não Chore Amor - Bob Joe 09) O Rei do Cowboy - Jair Gonçalves 10) Vaqueiro do Amor - Bob Joe 11) Em Busca do Amor - Mauro de Almeida e Benê Alves 12) O Vingador - Aldo Reis
- CAVALEIROS DO CÉU - 1973 - BEVERLY - AMCLP-5030 - 01) Cavaleiros do Céu - Stan Jones - Versão: Haroldo Barbosa 02) São Francisco - John Phillips - Versão: Gilberto Lima 03) Oração do Vaqueiro - Bob Joe 04) Mexicana - Sebastião Coutinho 05) Vale do Rio Vermelho - Adaptação: Bob Joe 06) Vaquinha Malhada - Bob Joe e Sebastião Aurélio 07) Se Tu Não Fosses Tão Linda - Versão: Bob Joe 08) Vaquinha Salomé - Sebastião Aurélio e Carlos Armando 09) Baile na Fazenda - Bob Joe e Linda Maria 10) Oh Suzana - Stephen Foster- Versão: Bob Nelson 11) A Grande Tourada - Bob Joe e Mauro André 12) Cowboy do Amor - Wilson Baptista e Roberto Martins
- VAQUEIRO SOLITÁRIO - 1973 - INSPIRAÇÃO - C-1048 - TROPICANA/CBS - LP= 01111 - 01) Oh! Suzana - Stephen Forster e Versão: Bob Nelson 02) Vaquinha Salomé - S. Aurélio e C. Armando 03) Rodeio - Denis Brean e Osvaldo Guilherme 04) Cavalo Ensinado - Wilson Batista e Roberto Martins 05) Vaqueiro Solitário - Bob Joe e Mauro André 06) Alô Beleza - D. R. 07) Mexicana - L. S. Coutinho 08) Vale do Rio Vermelho - Adaptação: Bob Joe 09) Ave-Maria do Vaqueiro - Bob Joe e Sebastião Coutinho 10) Passeio na Querência - Jack Jony 11) Canção da Despedida - Bob Joe e Paulinho 12) Boi Barnabé - Víctor Simão e Bob Nelson
- PRESENTE DE ANIVERSÁRIO - 1974 - PREMIER - LP= 306.3022 - 01) Zé Paquera - Italucia e Jota Lima 02) Quem Não Tem Amor na Bahia - Italucia 03) Morreu Por Falta de Amor - Marumby 04) Quem Eu Quero Não Me Quer - Raul Sampaio e Ivo Santos 05) O Homem e o Cavalo - Bob Joe e João Gonçalves 06) Jambalaia - Hank Williams - Versão: Bob Joe 07) Encontrei a Manuela - Italucia e Paulo Vieira 08) Tudo é Bom - Marumby 09) Amor dos Sonhos Meus - Bob Joe 10) Presente de Aniversário - Bob Joe e A. Bernardo 11) Enquanto Houver Mulher no Mundo Meu Nome Não Morrerá - Marumby e Bob Joe 12) Paz e Amor - Bob Joe e Linda Maria
- O XERIFE - 1979 - COPACABANA - COELP-41235 - 01) O Xerife - Noel Fernandes, Da Silva e Mourão Filho 02) Discotheque de Cawboy - Bekekê e Bob Joe 03) Andarilho Triste - Noel Fernandes, Bob Joe e Sargento Castro 04) By By My Love - Noel Fernandes e Bob Joe 05) Não Quero Mais Você - Bob Joe e José Homero 06) Cigarra do Norte - Noel Fernandes e Alencar Santos 07) Meu Nome é Roy - Noel Fernandes e Bekekê 08) Boiadeiro Feliz - Lucimar, Ponteli e Rosane 09) Tarde de Solidão - Lucimar, Paulo Aiello e Rosane 10) O Bom Vaqueiro - Zé da Praia e Cláudio Balestro 11) Não Vivo Sem Teu Amor - Bob Joe, Chicão Pereira e Linda Maria 12) Cavaleiro Errante - Victor Young e Mack David - Versão: Ghiaroni
- SUCESSOS COWBOY - 1980 - JAPOTI - LP = 077 - 01) Sinos de Belém - D.P. 02) Oh Suzana - D.P. 03) Vale do Rio Vermelho - D.P. 04) Meu Rio Grande - Rodolfo Vila e Roberto Stanganelli 05) Princesa do Oeste - Roberto Stanganelli, Bob Joe e Francisco Barreto 06) Rio das Flores - Roberto Stanganelli, Bob Joe e Francisco Barreto 07) Estância City - Roberto Stanganelli, Bob Joe e Francisco Barreto 08) O Seresteiro - Roberto Stanganelli e João Silva 09) Rancho Alegre - D. R. - Adaptação: Bob Joe 10) Prenda Minha - D.P. 11) Adeus Gaúcha - D.P. 12) Pelos Paços - Rodolfo Vila e Roberto Stanganelli
- SONHO DE COWBOY - 1982 - COPACABANA - COELP-41659 - 01) Sonho de Cowboy - Zé da Praia e Hércules 02) Justiceiro do Oeste - Jorge Silva e Almyr 03) Tchau Tchau Amor - Noel Fernandes, Bob Joe e Bekekê 04) Boiadeiro Imaginário - Carlos César e Morgado 05) Os Dez Mandamentos - Noel Fernandes e Paulo Roberto Aiello 06) Linda Cigana - Silveira e Silveirinha 07) Adeus Califórnia - Noel Fernandes e Bekekê 08) Lágrimas de Palhaço - Noel Fernandes e Bob Joe 09) Cavaleiro do Luar - Carlos César e José Fortuna 10) Estou Enrolado - Gilmar e Benedito Praconi 11) Tropeiro do Norte - Noel Fernandes e Alencar Santos 12) Sou Seu Homem - Jack e Waldemar de Freitas Assunção
- O REI DO COWBOY - 1982 - RANCHO - 01) Lágrimas de um Adeus - Bob Joe e Sebastião Aurélio 02) Galopa Cavalinho - Bob Joe e Linda Maria 03) Morena Casa Comigo - Antoninho Lopes 04) Mariquita Vai Casar - Carlos Armando Paschoalim 05) Encontro de Namorados - Bob Joe 06) Rei do Campo - Bob Joe e Linda Maria 07) Vaqueiro Veterano - Martins Neto 08) Não Chore Amor - Bob Joe 09) O Rei do Cowboy - Jair Gonçalves 10) Vaqueiro do Amor - Bob Joe 11) Em Busca do Amor - Mauro de Almeida e Benê Alves 12) O Vingador - Aldo Reis
- BOB JOE - 1984 - ARLEQUIM - LP= 821.208-1 - 01) O Pequeno Órfão - Bob Joe e Bekekê 02) Estrada - Carlos Cézar e José Fortuna 03) O Pica-pau - Carlos Cézar 04) Pássaro Vadio - Bob Joe e Rafa 05) Cowboy - Carlos Cézar e José Fortuna 06) Banjo Alegre - José Felipe, J. Simões e André Luis 07) Trailer - Crisóstomo e Bekekê 08) Andarilho (Mississipi) - Werner Theunissen - Versão: Carlos César 09) Billy Tempestade - Carlos Cézar e Alfie Soares 10) Ouro Sem Valor - Bob Joe e Rafa 11) Saudade de Suzana - José Felipe e J. Simões 12) Meu Nome é Bob Joe - Carlos Cézar
- BOB JOE - 1986 - FAMA - FLP-501 - 01) Justiceiro Solitário - Braulino de Oliveira 02) Mary Lou (Hello Mary Lou) - G. Pitney - Versão: Carlinhos Borba Gato 03) Meu Trolinho - Francisco Lacerda e Ricarda Jardim 04) Horizonte Azul - José Lopes 05) A Viagem - Heleno Biehl 06) Eu Tenho a Paz - John Dilon e Elizabeth Anderson - Versão: Carlinhos Borba Gato 07) Roy Rogers - Mizinho 08) Buck Jones - José Lopes 09) Amor de Minha Vida - Bob Joe e Carlos César 10) Balada do Homem Sem Rumo - Castro Perret 11) A Grande Distância - Eustáquio e Joaquim 12) Renascer - Carlos Cézar
- RAÍZES SERTANEJAS - 1998 - 01) Oh! Suzana - Arranjo: Bob Nelson 02) Cavaleiro do Céu - Versão: Haroldo Barbosa 03) Vaquinha Salomé - Sebastião Aurélio e Carlos Armando 04) Cowboy do Amor - Wilson Baptista e Roberto Martins 05) Oração do Vaqueiro - Bob Joe 06) O Bom Vaqueiro - Zé da Praia e Cláudio Balestro 07) Cavaleiro Errante - Versão: Ghiaroni 08) Linda Cigana - Silveira e Silveirinha 09) São Francisco - John Philips - Versão: Gilberto Lima 10) Vale do Rio Vermelho - Adaptação: Bob Joe 11) Adeus Califórnia - Noel Fernandes e Bekekê 12) Andarilho Triste - Noel Fernandes, Bob Joe e Sargento Castro 13) A Grande Tourada - Bob Joe e Mauro André 14) Cavaleiro do Luar - Carlos Cézar e José Fortuna 15) Rancho Alegre - Adaptação: Bob Joe 16) Vaquinha Malhada - Bob Joe e Sebastião Aurélio 17) Boiadeiro Feliz - Lucimar, Ponteli e Rosane 18) Os Dez Mandamentos - Noel Fernandes e Paulo Roberto Aiello 19) Rio das Flores - Roberto Stanganelli, Bob Joe e Francisco Barreto 20) O Xerife - Noel Fernandes, Da Silva e Mourão Filho
- BIS SERTANEJO - 2000 - EMI - CD = 622527982-2 - CD 01: 01) Oh, Suzana - Stephen Foster - Arranjo: Bob Nelson 02) Vaquinha Salomé - Carlos Armando e Sebastião A. Casimiro 03) Meu Rio Grande - Roberto Stanganelli e Rodolfo Vila 04) Oração do Vaqueiro - Bob Joe 05) Estância City - Roberto Stanganelli, Bob Joe e Francisco Barreto 06) Cavaleiro Errante - Victor Young - Versão: Mack David 07) Adeus Gaúcha - D.P. 08) São Francisco - John Phillips - Versã:. Gilberto Lima 09) Sou Seu Homem - Jack e Waldemar de Freitas Assunção 10) A Grande Tourada - Bob Joe e Mauro André 11) Meu Nome é Roy - Noel Fernandes e Bekekê 12) Rancho Alegre - Tradicional - Adaptação: Bob Joe 13) Mexicana - Bob Joe e Sebastião Coutinho 14) Adeus Califórnia - Noel Fernandes e Bekekê CD 02: 01) Cavaleiros do Céu - Stan Jones - Versão: Haroldo Barbosa 02) Cowboy do Amor - Wilson Batista e Roberto Martins 03) O Bom Vaqueiro - Zé da Praia e Cláudio Balestro 04) Linda Cigana - Silveira e Silveirinha 05) Vale do Rio Vermelho - Tradicional - Adaptação: Bob Joe 06) Andarilho Triste - Noel Fernandes, Bob Joe e Sargento Castro 07) Cavaleiro do Luar - Carlos Cézar e José Fortuna 08) Vaquinha Malhada - Bob Joe e Sebastião Aurélio 09) O Xerife - Noel Fernandes, Da Silva e Mourão Filho 10) Boiadeiro Feliz - Lucimar, Ponteli e Rosane 11) Se Tu Não Fosses Linda - Locatelli - Versão: Mogol 12) Os Dez Mandamentos - Noel Fernandes e Paulo Roberto Aiello 13) By By My Love - Noel Fernandes e Bob Joe 14) Rio das Flores - R. Stanganelli, Bob Joe e Francisco Barreto
- BJ COUNTRY - 2009 - 01) Chuva de Mulher - Bob Joe 02) Festa Arrojada - Bob Joe 03) Vanera do Cowboy - Billy Nelson 04) Jambalai - Vou Doar Meu Coração - Hank Williame - Adaptação Letra: Bob Joe 05) Vale do Rio Vermelho - Red River Valey - Adaptação Letra: Capitão Furtado 06) Tributo a Minas Gerais - Bob Joe e Manassés Frois 07) Ficar Sem Você Não Dá - Bob Joe e Manassés Frois 08) Pout-Porri - Vaquinha Salomé - Cowboy do Amor - (Bob Joe) - (Wilson Batista e Roberto Martins) Oh!Suzana - Sthepen Foster r Bob Nelson 09) Boi Cagão - Jorginho Cruz 10) Estrela Guia - Bob Joe 11) Chuá-Chuá - Pedro Sá e Ary Machado 12) Doce Veneno - Thoninho Mato 13) Marca de Batom - Bob Joe, Chico Halmen e Manassés Frois 14) Comitiva do Amor - Bob Joe, Linda Maria e Suzy Joe 15) Morena Linda - Bob Joe 16) Não Posso te Esquecer - Fred Jorge 17) Carnaval Sertanejo - João Rezende e Roni Mota
- A HISTÓRIA DO COUNTRY - 2013 - ALLEGRETTO - 01) Cavaleiro do Céu - Stan Jones - Versão: Aroldo Barbosa 02) A História do Country - Bob Joe 03) Bicho Bom é Mulher - Bob Joe e Luciana Borges 04) Estrada da Saudade - Bob Joe e Linda Maria 05) Meu Amor Cowgirls - Bob Joe 06) Jambalaia - Vou Doar Meu Coração - Rank William - Versão: Bob Joe 07) Vale do Rio Vermelho - Red River Valey - Adaptação: Capitão Furtado 08) Ficar Sem Você Não Dá - Bob Joe e Manassés Frois 09) Tributo a Minas Gerais - Bob Joe e Manassés Frois 10) Festa Arrojada - Bob Joe 11) Pout-Pourri - Vaquinha Salomé - Bob Joe e S. Aurélio - Cowboy do Amor - Wilson batista e Roberto Martins - Oh! Suzana - Sthepen Foster e Bob Nelson 12) Vanera do Cowboy - Billy Nelson 13) Brigas de Amor - Bob Joe, Linda Maria e Susy Joe 14) Doce Veneno - Thoninho Mattos 15) Mexicana - Bob Joe 16) Carnaval Sertanejo - João Resende, Roni Motta e Gleydson Rodrigues